# Rostkartlav
Rostkartlav (Rhizocarpon oederi) är en lavart som först beskrevs av Georg Heinrich Weber, och fick sitt nu gällande namn av Körb. Rostkartlav ingår i släktet Rhizocarpon och familjen Rhizocarpaceae.  Arten är reproducerande i Sverige. Inga underarter finns listade i Catalogue of Life.